# Gerardus Wilhelmus van der Velden

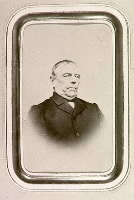
G.W. van der Velden in 1868

Gerardus Wilhelmus van der Velden (Eindhoven, 12 december 1803 – aldaar, 30 december 1882) is een voormalig wethouder van de Nederlandse stad Eindhoven. Van der Velden werd geboren als zoon van Joannes van der Velden en Maria Keesmakers. 
Hij was postmeester, lid van de commissie voor de werken, raadslid van Eindhoven vanaf 1853 en wethouder van Eindhoven vanaf 1875 tot aan zijn dood in 1882. Van der Velden stierf ongehuwd.